# Hýľov
Hýľov – wieś (obec) na Słowacji położona w kraju koszyckim, w powiecie Koszyce-okolice. Pierwsze wzmianki o miejscowości pochodzą z roku 1318. 
Według danych z dnia 31 grudnia 2012, wieś zamieszkiwały 502 osoby, w tym 246 kobiet i 256 mężczyzn.
W 2001 roku rozkład populacji względem narodowości i przynależności etnicznej wyglądał następująco:
- Słowacy – 99,34%
- Czesi – 0,44%
- Ukraińcy – 0,22%

Ze względu na wyznawaną religię struktura mieszkańców kształtowała się w 2001 roku następująco:
- Katolicy rzymscy – 94,71%
- Grekokatolicy – 1,1%
- Ewangelicy – 0,22%
- Ateiści – 2,86%
- Nie podano – 0,66%